# Schloss Hofstetten

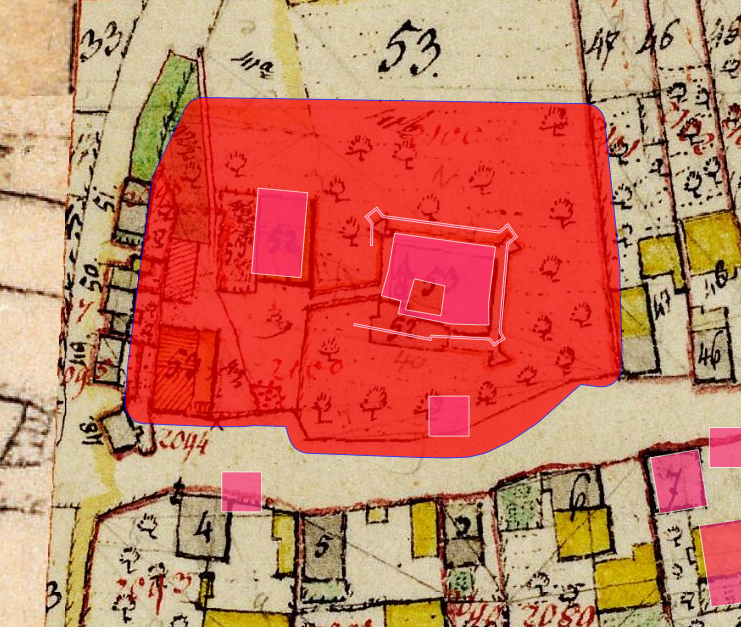
Lageplan von Schloss Hofstetten auf dem Urkataster von Bayern

Schloss Hofstetten ist ein Schloss in Hofstetten, einem Gemeindeteil der Gemeinde Hitzhofen im Landkreis Eichstätt von Bayern. Es ist im Kern ein mittelalterlicher Ministerialen-Sitz – eine Niederungsburg mit trockengelegtem Wassergraben – im Ortskern von Hofstetten in unmittelbarer Nähe zum Weltkulturerbe Limes sowie einer wichtigen Römerstraße und einer villa rustica gelegen. Es gilt als erstes barockes Jagdschloss der Eichstätter Fürstbischöfe und ist auch das erste, das der eichstättische Hofbaumeister Jakob Engel plante. Die Anlage befindet sich heute in Privatbesitz und ist unter der Aktennummer D-1-76-132-10 als Baudenkmal verzeichnet. „Mittelalterliche und frühneuzeitliche Befunde im Bereich des Schlosses von Hofstetten und seiner Vorgängerbauten“ werden zudem als Bodendenkmal unter der Aktennummer D-1-7133-0166 geführt.

## Geschichte
An der Stelle des jetzigen Burg-Schlosses befand sich vermutlich auch schon der Stammsitz des 1122 mit „Purchard de Hovestete“ in einer Urkunde Kaiser Heinrichs V. erwähnten Ministerialengeschlechts der Hofstetter. Sie besaßen Burg und Dorf bis ins 15. Jahrhundert und dienten zumindest zeitweise in einer Art Doppel-Ministerialität sowohl den Eichstätter Bischöfen als auch den mächtigen Grafen von Hirschberg bei Beilngries. Ein Heinrich Schenk von Hofstetten (gest. 1304), der bei den Hirschbergern das Hofamt des Mundschenken ausübte, begründete einen neuen Zweig der Familie, den der erst 1971 im Mannesstamme erloschenen Freiherren Schenk von Geyern.
Vermutlich durch Einheirat gelangten Burg und Dorf um 1400 in die Hände der Ministerialenfamilien der Erlacher und 1423 nach Verkauf durch Lorenz Erlacher an Ulrich Hemberger den Älteren, der mit einer Hofstetterin verheiratet war. Die Familie Hemberger ist vorher in Kleinmehring nachweisbar und kaufte 1421 die Burg Unterstall bei Neuburg. Von Ulrich Hemberger dem Jüngeren (gest. 1472 in Berching) kaufte 1466 der Eichstätter Fürstbischof Wilhelm von Reichenau (1464 bis 1496) Burg und Dorf mit allen Rechten. Für zwei Jahre (1466–1468) wurde Hofstetten Hochstiftspflegamt und der Verkäufer Hemberger wurde Pfleger und zugleich fürstbischöflicher Landvogt auf der Willibaldsburg, bevor er diese Ämter niederlegte. Für die Zeit danach ist die Quellenlage lückenhaft – vermutlich richtete das Hochstift in der Hofstettener Burg ein Forstamt mit Revierförster ein und nutzte die Anlage zugleich als frühes Jagdschloss. Die Ortschaft wurde verwaltungsmäßig der Landvogtei zugeordnet. Unter Bischof Reichenau fanden größere Umbaumaßnahmen statt, wie in seiner Vita im Pontifikale Gundekarianum vermerkt wird, was diese These stützt. Am gravierendsten war wohl die Verschmelzung der einzelnen Gebäude zu einem Baukörper sowie der Einbau großer regelmäßiger Steingewändefenster.

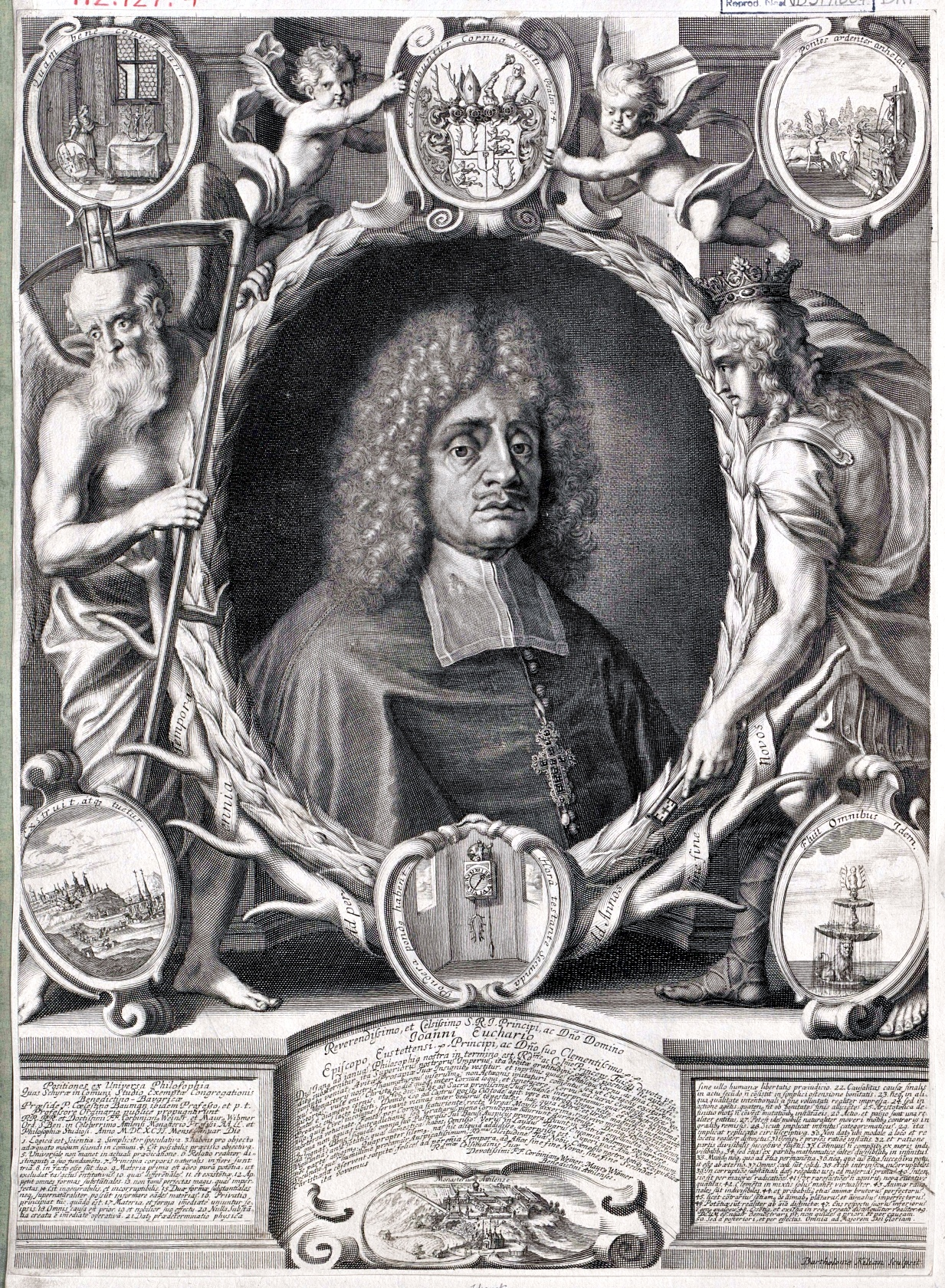
Johann Euchar Schenk von Castell, Fürstbischof von Eichstätt

Im Dreißigjährigen Krieg wurde Hofstetten 1632 von den Schweden schwer geplündert. Um 1690 bis 1694 wurde die Anlage unter Fürstbischof Johann Euchar Schenk von Castell (1685–1697) durch Hofbaumeister Jakob Engel (1632 bis 1714) zu einem barocken Jagdschloss umgeformt. Für die erste Hälfte des 18. Jahrhunderts sind Ferienaufenthalte Eichstätter Jesuiten bezeugt. Im Zuge der Säkularisation 1802 kam Hofstetten an den bayerischen Staat.

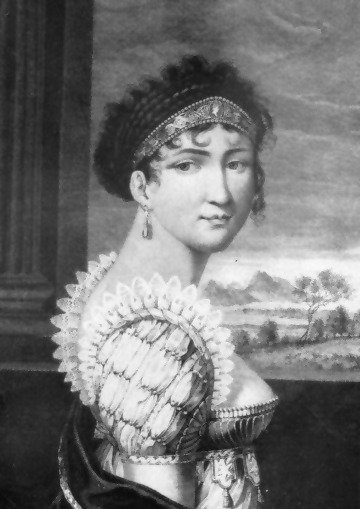
Auguste Amalie von Bayern

1817 gelangte es mit dem für den Stiefsohn Napoleons geschaffenen Mini-Fürstentum Eichstätt an Eugène de Beauharnais, Herzog von Leuchtenberg und dessen Frau Auguste Amalie, Tochter des ersten bayerischen Königs Max I. Joseph. Bereits 1824 starb Eugene, der von seinem Schwiegervater den Titel eines Herzogs von Leuchtenberg und Fürsten von Eichstätt erhalten hatte, mit 42 Jahren. Seine Schwiegertochter Großfürstin Maria Nikolajewna, Lieblingstochter von Zar Nikolaus I., übergab 1855 nach dem Tod von Maximilian de Beauharnais die letzten der noch verbliebenen Eichstätter Besitzungen – darunter auch Schloss Hofstetten – an den bayerischen Staat.
Der Staat richtete im Schloss ab 1861 ein Forstamt ein, das bis zum Jahr 1959 existierte. 1962 erwarben die Englischen Fräulein (heute „Congregatio Jesu“) das Schloss. 1974 kauften es die Familien Leuschner und Schrefel aus Ingolstadt. 1984 wurde hier der Jurahaus-Verein gegründet. Seit 2010 sind im Schloss und im Garten standesamtliche Trauungen möglich.

## Beschreibung

### Baugeschichte
Das barocke Schloss hat aufgrund der Einbeziehung hochmittelalterlicher Bausubstanz einen unregelmäßigen Grundriss. In ihm stecken noch große Teile der Außenmauern des Festen Hauses sowie Teile eines Nutz-Traktes und der 16 Meter hohe Bergfried. Diese bereits kurz vor 1500 nach einem umfassenden Brand zu einem Baukörper zusammengefassten Gebäudeteile wurden beim letzten Umbau zwischen 1690 und 1694 weitgehend entkernt, mit einheitlichen Geschosshöhen versehen und durch auf der Südseite vorgelagerte Gänge erschlossen. Um einen kleinen Innenhof mit Brunnen und Arkaden gruppiert sich U-förmig die heutige Anlage mit ihrer großzügigen Durchfensterung und der rekonstruierten Scheinarchitektur. Bis zum Abbruch eines weiteren Gebäudeteiles 1855 war der Innenhof auf allen vier Seiten eingefasst.
Das piano nobile mit dem barocken Speisesaal und den Räumen des Fürstbischofs befindet sich im zweiten Obergeschoss und ist über eine Podesttreppe mit Parallelarmen erreichbar. Die Räume des ersten Obergeschosses waren als Zwei-Zimmer-Appartements für die Jagdgäste vorgesehen. Erstes und zweites Obergeschoss weisen Quadratur-Stuckdecken auf. In Teilen erhalten ist die seltene barocke Abortanlage, außerdem in mehreren Räumen die 300 Jahre alten Tafeldielen sowie etliche Türblätter, Türverkleidungen und Fußbodenbeläge aus sechseckigen Kalksteinplatten. Die von Generalvikar Vitus Priefer 1602 erwähnte Kapelle St. Elisabeth konnte bauforscherisch für diese Zeit dem heutigen ersten Turm-Obergeschoss zugeordnet werden. Hier befinden sich auch der Hocheinstieg der Ministerialen-Burg und noch begehbare Reste einer Mauertreppe.
Nach einer letzten Grundstücksabtrennung 1965 steht das Schloss mittig in einer parkähnlichen knapp 8000 Quadratmeter großen Grünfläche mit wertvollem Baumbestand. Die Sanierung schloss auch die spätmittelalterliche Ringmauer und den Forststadel von etwa 1750 ein. Der Zeug- und Getreidestadel war schon im 19. Jahrhundert abgerissen worden. Bis Anfang der 1970er Jahre war das Schloss mit Kalkplatten gedeckt, volkstümlich Legschiefer genannt. Deshalb hat es auch die für Jurahäuser charakteristische flache Dachneigung.
Von 1978 bis etwa 1985 und von 2003 bis 2013 wurde die Anlage im Zentrum von Hofstetten, einem Ortsteil von Hitzhofen, generalsaniert – zuletzt u. a. auch mit finanzieller Unterstützung des Bayerischen Wissenschaftsministeriums und fachlich begleitet durch das Landesamt für Denkmalpflege. Der unter Denkmalschutz stehende Komplex (Nummer D-1-76-132-10) umfasst nach der Denkmalliste
- das ehemalige Fürstbischöfliche Jagdschloss,
- die Schlossgartenummauerung und den
- ehemaligen fürstbischöflichen Zeug- und Getreidestadel[6]

### Denkmalschutz-Auszeichnungen
- 1992 ungeteilter Denkmalpreis der Hypo-Kulturstiftung, für die heutige Eigentümerfamilie Helga und Peter Leuschner
- 2013 bayerische Denkmalschutzmedaille, für Helga und Peter Leuschner mit Juri-Johannes, Emanuel-Euchar, Miranha-Isabel.
- 2013 Silberne Bezirksmedaille des Bezirks Oberbayern, dito.